# アッシュベイビー
アッシュベイビーとは金原ひとみの小説である。集英社から2004年に刊行した。芥川賞を受賞した蛇にピアスに続く第二作目となる作品。
表紙の写真はハンス・ベルメールの球体関節人形である。

## 評価
生々しい描写でペドフィリアや同性愛者を描ききった作品。芥川賞の選考委員を務めた村上龍は『歪んでいるが、とても美しい』と評している。

## あらすじ
大学卒業後キャバクラ嬢となった主人公のアヤは出版社に勤める大学時代からの友人ホクトと同居を始めた。ある日アヤが勤めているキャバクラにホクトの紹介でホクトと同じ出版社に勤める村野と名乗る人物が現れる。接待で上司や接待先の小説家に全く媚びを売らず作家の冗談にも冷笑を隠さない村野にアヤは不思議な執着を抱き始める。一方ホクトは親戚から預かったと称す赤ん坊に特殊な性欲を抱く。

## 参考資料
- 『アッシュベイビー』集英社　ISBN 4087747018